# Sofía Rayas Solís
Sofía Yolanda Rayas Solís (Guadalajara, 1957) es supervisora de la biblioteca Fernando Pesqueira, coordinadora del programa de fomento a la lectura y escritura de la Universidad de Sonora, fundadora y coordinadora del programa leescribviértete, desarrolladora de método interactivo Syrayas...sí lees. Fue galardonada con mención honorífica en el Premio al Fomento de la Lectura y la Escritura 2017.

## Trayectoria
Egresada de la licenciatura en Letras Hispánicas en la Universidad de Sonora, a lo largo de su trayectoria ha realizado múltiples actividades con relación a la lectura y la escritura, tales como El Foro al Fomento a la lectura donde se presentan distintos proyectos con relación a la lectura, y el Encuentro de Lectores, donde se realizan múltiples actividades en torno a la lectura y se destaca a la trayectoria, trabajo y esfuerzo de aquellas personas de la localidad que han destacado en acciones encaminadas a la promoción de la lectura y escritura.
Destaca su labor en las Siembras de Libros que se lleva a cabo cada cambio estación y tiene como objetivo el intercambio ejemplares, con el fin de que estos tengan un nuevo uso una vez finalizados. Para el año 2019, se habían movilizado entre 12 mil y 15 mil libros para todas las edades, desde cuentos infantiles hasta ejemplares de diferentes temáticas, como historia, ciencia y política. Asimismo, ha organizado y participado en cursos de verano, clubs de lectura y talleres de fomento a la lectura en donde destaca su labor en el Colegio de Bachilleres del Estado de Sonora, en el cual, gracias a su metodología de trabajo ayudó a múltiples alumnos a mejorar su desempeño escolar con ayuda de la lectura.
 

Uno de sus trabajos más reconocidos es el del desarrollo del método Syrayas... si lees, desarrollado durante 15 años, que tiene como finalidad principal elevar la calidad de la educación. El desarrollo del método se basa en la evaluación del examen PISA sobre las habilidades lectoras para llevar a los estudiantes a cumplir con cada uno de los niveles considerados, de una forma innovadora y creativa involucrando todos los sentidos. Este método es aplicado en su programa Leescribviértete, el cual está dirigido a niños y jóvenes y tiene como meta desarrollar:
la capacidad de aprender a lo largo de la vida, las que permiten la adquisición de la información relevante de forma eficaz y eficiente y con los medios y vías más adecuados. La autoconciencia, la autorregulación, la automotivación, la conciencia social y habilidades sociales, la capacidad de aprender a aprender, la capacidad de innovar, la capacidad de aprender de los errores y las competencias relacionadas con el desarrollo de la propia carrera.
Y como actividad final los alumnos desarrollan la escritura de un libro de su propia autoría.

## Colaboraciones
- Optimismo Escéptico. Estudios de didáctica de la lengua y la literatura
- Revista Sonarida.
- Granitos de Arena, Amy González (Leescribviértete)
- Un te quiero y varios versos, Valeria Rodríguez (Leescribviértete)
- Las flores, Perla Duarte (Leescribviértete)
- Destinos desafortunados, Santiago Origel (Leescribviértete)